# Evaluarea proprietăților imobiliare
Evaluarea proprietăților imobiliare, evaluarea proprietății sau evaluarea terenurilor este procesul de elaborare a unei opinii asupra valorii pentru proprietatea imobiliară (de obicei valoarea de piață). Tranzacțiile imobiliare necesită adesea evaluări, deoarece acestea apar rar și fiecare proprietate este unică (mai ales starea lor, un factor-cheie al evaluării), spre deosebire de acțiunile corporative, care sunt tranzacționate zilnic și sunt identice (astfel, o licitație centralizată de tip walrasian ca o bursă de valori este nerealistă ). Locația joacă, de asemenea, un rol-cheie în evaluare. Cu toate acestea, deoarece proprietatea nu poate schimba locația de obicei remodelările sau îmbunătățirile aduse casei îi pot schimba valoarea. Rapoartele de evaluare sunt baza pentru împrumuturile ipotecare, problemele cu privire la moșteniri și divorțuri, impozitare și așa mai departe. Uneori se utilizează un raport de evaluare pentru stabilirea unui preț de vânzare pentru o proprietate.
Pe lângă diferitele domenii de licență, care pot varia de la Economie la Construcții, majoritatea țărilor, dar nu toate, solicită evaluatorilor să dețină licența pentru practică.

## Tipuri ale valorii
Există mai multe tipuri și definiții ale valorii. Cele stabilite de Asociația Națională a Evaluatorilor Autorizați din România (2017) sunt:
- Valoarea de piață – Prețul la care un activ poate fi tranzacționat într-un cadru competițional de licitație de tip walrasian. Valoarea de piață este de obicei interschimbabilă cu valoarea de piață deschisă sau cu valoarea justă. Standardele internaționale de evaluare (IVS) definesc:

Valoarea de piață - este suma estimată pentru care un activ sau o datorie ar putea fi schimbat(ă) la data evaluării, între un cumpărător hotărât și un vânzător hotărât, într-o tranzacție nepărtinitoare, după un marketing adecvat și în care părțile au acționat fiecare în cunoștință de cauză, prudent și fără constrângere.
Chiria de piață este suma estimată pentru care un drept asupra proprietății imobiliare ar putea fi închiriat, la data evaluării, între un locator hotărât și un locatar hotărât, cu clauze de închiriere adecvate, într-o tranzacție nepărtinitoare, după un marketing adecvat și în care părțile au acționat fiecare în cunoștință de cauză, prudent și fără constrângere.
Valoarea echitabilă este prețul estimat pentru transferul unui activ sau a unei datorii între părți identificate, aflate în cunoștință de cauză și hotărâte, preț care reflectă interesele acelor părți.
Valoarea de investiție/subiectivă este valoarea unui activ pentru proprietarul acestuia sau pentru un proprietar potențial, pentru o anumită investiție sau pentru anumite scopuri de exploatare.
Valoarea sinergiei reprezintă rezultatul creat în urma combinării a două sau mai multe active sau drepturi, atunci când valoarea rezultată în urma combinării este mai mare decât suma valorilor individuale.
Valoarea de lichidare reprezintă suma care s-ar realiza prin vânzarea unui activ sau grup de active, în mod individual (element cu element).

### Preț vs valoare
Pot exista diferențe între valoarea reală a proprietății (valoarea de piață) și cât costă să o cumpărați (preț). Un preț plătit poate să nu reprezinte valoarea de piață a proprietății. Uneori s-ar putea să existe considerații speciale, cum ar fi o relație specială între cumpărător și vânzător în cazul în care o parte ar avea un control sau o influență semnificativă asupra celeilalte părți. În astfel de cazuri, prețul plătit pentru o anumită parte nu este „valoarea” pieței sale (cu ideea că totuși toate părțile și prețurile se adaugă la valoarea de piață a tuturor părților), ci mai degrabă la prețul său de „piață”.
În alte situații, un cumpărător poate plăti cu bună știință un preț premium, peste valoarea de piață general acceptată. Dacă evaluarea subiectivă a proprietății (valoarea sa de investiție pentru el) a fost mai mare decât valoarea de piață. Un exemplu specific este că proprietarul unei părți învecinate, care, combinând propria proprietate cu proprietatea subiectului, ar putea obține economii prin dimensionare. Situații similare se întâmplă uneori în finanțele corporative. De exemplu, acest lucru se poate întâmpla atunci când o fuziune sau achiziție are loc la un preț mai mare decât valoarea reprezentată de prețul acțiunilor suport. Explicația obișnuită pentru aceste tipuri de fuziuni și achiziții este aceea că „suma este mai mare decât părțile sale”, deoarece deținerea deplină a unei societăți asigură controlul deplin asupra acesteia. Acesta este unul dintre motivele pentru care un cumpărător ar plăti un preț mai mare pentru o proprietate. Această situație se poate întâmpla și în achizițiile imobiliare.
Dar cel mai frecvent motiv pentru care valoarea diferă de preț este că fie cumpărătorul, fie vânzătorul sunt neinformați cu privire la valoarea de piață a unei proprietăți, dar totuși ajung la un acord cu un contract care este fie prea scump, fie prea ieftin. Acest lucru este o parte negativă pentru una dintre cele două părți. Este obligația unui evaluator de proprietăți imobiliare să estimeze valoarea reală de piață a unei proprietăți și nu valoarea de piață.

## Tipuri de abordări în evaluare
Există trei abordări tradiționale în evaluare pentru determinarea valorii. Acestea sunt denumite de obicei „cele trei abordări în evaluare” care sunt, în general, independente una de cealălaltă:
- Abordarea prin piață (oferă o indicație asupra valorii de piață prin compararea activului subiect cu active identice sau similare, ale căror prețuri se cunosc).
- Abordarea prin venit (oferă o indicație asupra valorii prin convertirea fluxurilor de venit viitoare (profit brut sau net, chirie brută sau netă, redevență, rentă netă, flux de numerar net, venit net din exploatare etc.) în valoarea activului (valoarea de piață sau valoarea de investiție)).
- Abordarea prin cost este acea abordare a evaluării fundamentată pe principiul substituției conform căruia un cumpărător va plăti pentru un activ cel mult costul necesar obținerii unui activ cu aceeași utilitate, fie prin cumpărare, fie prin construire.

Totuși, tendința recentă a afacerii tinde să fie spre folosirea unei metodologii științifice de evaluare care se bazează pe datele cantitative, risc și abordările geografice. Pagourtzi și colab. au oferit o analiză a metodelor utilizate în industrie prin compararea abordărilor convenționale cu cele avansate.
După cum s-a menționat anterior, un evaluator poate alege, în general, din trei abordări pentru a determina valoarea. Una sau două dintre aceste abordări vor fi de obicei cele mai aplicabile, iar cealaltă abordare sau abordări sunt de obicei mai puțin utile. Evaluatorul trebuie să se gândească la „domeniul de activitate”, tipul de valoare, proprietatea însăși și calitatea și cantitatea de date disponibile pentru fiecare abordare. Nu se poate spune că o abordare sau o alta este întotdeauna mai bună decât una dintre celelalte abordări. 
Evaluatorul trebuie să se gândească la modul în care majoritatea cumpărătorilor cumpără de obicei un anumit tip de proprietate. Ce metodă de evaluare utilizează majoritatea cumpărătorilor pentru tipul de proprietate evaluată? Acest lucru ghidează, în general, gândirea evaluatorului cu privire la cea mai bună metodă de evaluare, împreună cu datele disponibile. De exemplu, evaluarea proprietăților achiziționate în mod obișnuit de către investitori (de exemplu, zgârie-nori, clădiri de birouri) pot da o importanță mai mare abordării veniturilor. Cumpărătorii interesați să cumpere proprietăți rezidențiale de o singură familie ar compara prețul, în acest caz metoda de comparație a vânzărilor (abordarea analizei de piață) ar fi mai aplicabilă. A treia abordare finală a valorii este abordarea costurilor pentru valoare. Abordarea bazată pe cost la valoare este cea mai utilă în determinarea valorii asigurabile și a costului pentru construirea unei noi structuri sau clădiri. 
De exemplu, clădirile cu apartamente cu 2 camere de o anumită calitate tind să se vândă la un anumit preț pe apartament. În multe dintre cazuri, abordarea comparației vânzărilor poate fi mai aplicabilă. A treia abordare finală a valorii este abordarea costurilor pentru valoare. Abordarea bazată pe cost la valoare este cea mai utilă în determinarea valorii asigurabile și a costului pentru construirea unei structuri sau clădiri noi. De exeplu casele unifamiliale sunt cel mai des evaluate prin metoda comparației vânzărilor. Cu toate acestea, dacă o locuință unifamilială se află într-un cartier unde toate sau majoritatea locuințelor sunt unități de închiriere, atunci o variantă a abordării privind veniturile poate fi mai utilă. Astfel, alegerea metodei de evaluare se poate schimba în funcție de circumstanțe, chiar dacă proprietatea evaluată nu se schimbă prea mult.

### Abordarea comparației vânzărilor
Abordarea comparației vânzărilor se bazează în primul rând pe principiul înlocuirii. Această abordare presupune că un individ prudent (sau rațional) nu va plăti mai mult pentru o proprietate decât ar costa să cumpere o proprietate comparabilă. Această abordare recunoaște că un cumpărător tipic va compara prețurile solicitate și va căuta să achiziționeze proprietatea care satisface nevoile sale sau ale ei pentru cel mai mic cost. În abordarea comparativă a vânzărilor, evaluatorul încearcă să interpreteze și să măsoare acțiunile părților implicate în piață, inclusiv cumpărătorii, vânzătorii și investitorii.

#### Metode de colectare a datelor și procesul de evaluare
Datele sunt colectate cu privire la vânzările recente de proprietăți similare subiectului evaluat, numite „comparabile”. Doar proprietățile vândute sau oferite spre vânzare pot fi utilizate în evaluarea și determinarea valorii unei proprietăți, deoarece reprezintă sumele efectiv plătite sau convenite pentru proprietăți. Sursele de date comparabile includ publicațiile imobiliare, înregistrările publice, cumpărătorii, vânzătorii, brokerii imobiliari și/sau agenții, evaluatorii și așa mai departe. Detalii importante privind fiecare vânzare comparabilă sunt descrise în raportul de evaluare. Deoarece vânzările comparabile nu sunt identice cu proprietatea subiectului, se pot face ajustări pentru data vânzării, locația, stilul, dotările, suprafața pe metrul pătrat, dimensiunea locației etc. Ideea principală este de a simula prețul care ar fi fost plătit dacă fiecare vânzare comparabilă ar fi identică cu proprietatea subiectului. Dacă comparabila este superioară subiectului într-un factor sau aspect, atunci este necesară o ajustare negativă pentru acest factor. De asemenea, dacă comparabila este inferioară subiectului într-un aspect, este necesară o ajustare pozitivă pentru acest aspect. De asemenea, dacă comparabila este inferioară subiectului într-un aspect, este necesară o ajustare ascendentă pentru acest aspect. Ajustarea este oarecum subiectivă și se bazează pe pregătirea și experiența evaluatorului. Din analiza grupului de prețuri de vânzare ajustate ale vânzărilor comparabile, evaluatorul selectează un indicator de valoare reprezentativ pentru proprietatea subiectului. Este posibil ca evaluatorii să aleagă un alt indicator al valorii, care în cele din urmă va oferi o valoare a proprietății diferită.

#### Etape în abordarea comparației vânzărilor
1. Cercetați piața pentru a obține informații referitoare la vânzări și vânzările în așteptare care sunt similare cu proprietatea subiectului
2. Investigați datele de piață pentru a stabili dacă acestea sunt corecte și exacte
3. Determinați unitățile relevante de comparație (de exemplu, prețul de vânzare pe metru pătrat) și dezvoltați o analiză comparativă pentru fiecare
4. Comparați subiectul și vânzările comparabile în funcție de elementele de comparație și ajustați corespunzător
5. Reconciliați indicațiile multiple care rezultă din ajustarea (negativă sau pozitivă) a vânzărilor comparabile într-o singură indicație a valorii

### Abordarea prin venit
Metoda de capitalizare a veniturilor (denumită adesea „abordarea prin venit”) este utilizată pentru evaluarea proprietăților comerciale și investiționale. Deoarece intenționează să reflecte sau să modeleze în mod direct așteptările și comportamentele participanților de piață tipici, această abordare este considerată, în general, cea mai aplicată tehnică de evaluare a proprietăților producătoare de venit, în cazul în care există suficiente date de piață. 
Într-o proprietate comercială producătoare de venit, această abordare valorifică un flux de venit într-o indicație a valorii. Acest lucru se poate realiza utilizând multiplicatori de venituri sau rate de capitalizare aplicate unui venit net de exploatare (VNE). De obicei, un VNE a fost stabilizat pentru a nu pune prea multă greutate într-un eveniment foarte recent. Un exemplu în acest sens este o clădire nelocuită care, din punct de vedere tehnic, nu are VNE. Un VNE stabilizat ar presupune că această clădirea este închiriată la o rată normală și la nivelurile obișnuite de ocupare. Venitul net din exploatare (VNE) este venitul brut brut (Venitul brut potențial), mai puțin locurile de muncă vacante și pierderile din colectare (=Venitul brut efectiv), minus cheltuielile de funcționare (dar fără serviciul datoriei, impozitul pe venit și/sau taxele de amortizare aplicate de contabili).
În mod alternativ, mulți ani de venituri nete din exploatare pot fi evaluate printr-un model de analiză a fluxului de numerar actualizat (DCF). Modelul DCF este utilizat pe scară mare pentru a evalua proprietăți mai mari și mai scumpe producătoare de venit, cum ar fi turnuri de birouri mari sau centre comerciale de mari dimensiuni.
Atunci când casele sunt achiziționate pentru uz personal, cumpărătorul poate valida prețul solicitat prin utilizarea abordării veniturilor în direcția opusă. O rată de rentabilitate estimată poate fi estimată prin compararea costurilor nete așteptate cu prețul solicitat. Aceast profit poate fi comparat cu alte oportunități de investiții ale proprietarului.

### Abordarea prin cost
Abordarea prin cost este abordarea fundamentată pe principiul substituției conform căruia un cumpărător va plăti pentru un activ cel mult costul necesar obținerii unui activ cu aceeași utilitate, fie prin cumpărare, fie prin construire. Reproducerea se referă la reproducerea unei replici exacte; costul de înlocuire se referă la costul construirii unei case sau la alte îmbunătățiri care au aceeași utilitate, dar care utilizează designul modern, manopera și materialele. În practică, evaluatorii folosesc aproape întotdeauna costul de înlocuire și apoi deduc un factor pentru orice funcționalitate neutilă asociată vârstei proprietății subiectului. O excepție de la regula generală de utilizare a costului de înlocuire este pentru unele evaluări ale valorii de asigurare. În aceste cazuri, reproducerea activului exact după un eveniment distructiv, cum ar fi un foc, este obiectivul.
În majoritatea cazurilor, atunci când este implicată abordarea bazată pe costuri, metodologia generală este un hibrid al abordărilor de comparație a costurilor și a vânzărilor (reprezentând atât costurile furnizorilor, cât și prețurile pe care clienții le caută). De exemplu, costul de înlocuire pentru construirea unei clădiri poate fi determinat prin adăugarea costurilor forței de muncă, a materialelor și a altor costuri. Pe de altă parte, valorile terenurilor și deprecierea trebuie să fie derivate dintr-o analiză a datelor de vânzare comparabile.
Abordarea bazată pe cost este considerată cea mai fiabilă atunci când este utilizată pe structuri mai noi, dar metoda tinde să devină mai puțin fiabilă pentru proprietățile mai vechi. Abordarea bazată pe costuri este adesea singura abordare fiabilă atunci când se ocupă de proprietăți cu o utilizare specială (de exemplu, clădiri publice, porturi de agrement).

### Metode de evaluare din Marea Britanie
În Regatul Unit, metodologia de evaluare a fost în mod tradițional clasificată în cinci metode:
1. Metoda comparativă. Folosit pentru majoritatea tipurilor de bunuri unde există dovezi bune privind vânzările anterioare. Acest lucru este similar cu abordarea comparației vânzărilor prezentată mai sus.
2. Metoda investițiilor. Utilizată pentru cele mai multe proprietăți comerciale (și rezidențiale) care produc fluxuri viitoare de numerar prin închirierea de proprietăți. În cazul în care se cunoaște valoarea actuală estimată a chiriei (ERV) și venitul care trece, precum și randamentul echivalent determinat de piață, atunci valoarea proprietății poate fi determinată printr-un model simplu. Rețineți că această metodă este într-adevăr o metodă de comparație, deoarece variabilele principale sunt determinate pe piață. Cu toate acestea, în practica standard din S.U.A., capitalizarea strâns legată de NOI este confundată cu metoda DCF în cadrul clasificării generale a abordării capitalizării veniturilor (a se vedea mai sus).
3. Metoda reziduală. Utilizată pentru proprietăți coapte pentru dezvoltare sau reamenajare sau numai pentru terenuri goale.
4. Metoda profitului. Folosită pentru tranzacționarea proprietăților în care rata profitului este mică, cum ar fi hoteluri, restaurante și case de bătrâni. O medie de trei ani a veniturilor din exploatare (derivate din contul de profit și pierdere sau din declarația de venit) este capitalizată utilizând un randament adecvat. Rețineți că, deoarece variabilele utilizate sunt inerente proprietății și nu sunt derivate din piață, prin urmare, dacă nu se fac ajustări adecvate, valoarea rezultată va fi valoarea de utilizare sau valoarea investiției, și nu valoarea de piață.
5. Metoda costurilor. Utilizată pentru terenuri și clădiri cu caracter special pentru care cifrele de profit nu pot fi obținute sau terenuri și clădiri pentru care nu există o piață datorită caracteristicilor lor de serviciu public sau de patrimoniu. Atât metoda reziduală, cât și metoda costului vor fi grupate în Statele Unite în cadrul abordării bazate pe costuri (a se vedea mai sus).

În conformitate cu standardele actuale de evaluare RICS, sunt recunoscute următoarele baze de valoare:
Valoarea de piață (a se vedea PS 3.2);
Chirie de piață (a se vedea PS 3.3);
Valoarea (valoarea investiției) (a se vedea PS 3.4); și
Valoare justă (a se vedea PS 3.5)

## Evaluarea maselor și modelele de evaluare automată
Metodele de evaluare automate (AVM) devin mai întâlnite. Acestea se bazează pe modele statistice, cum ar fi analiza de regresie multiplă, algoritmi de învățare a mașinilor sau sisteme informatice geografice (GIS). În timp ce AVM-urile pot fi destul de precise, în special atunci când sunt utilizate într-o zonă foarte omogenă, există, de asemenea, dovezi că AVM-urile nu sunt exacte în alte cazuri, cum ar fi atunci când sunt utilizate în zonele rurale sau atunci când proprietatea evaluată nu se conformează bine .

## Considerații suplimentare

### Scopul evaluării
În timp ce Standardele uniforme ale practicii profesionale de evaluare (USPAP) au solicitat întotdeauna evaluatorilor să identifice domeniul de activitate necesar pentru a produce rezultate credibile, a devenit clar în ultimii ani că evaluatorii nu au înțeles pe deplin modul de alegere al scopului evaluării. Pentru dezvoltarea sferei de lucru și pentru o apreciere credibilă, conceptul de evaluare limitată versus completă și utilizarea regulii de plecare a provocat confuzie clienților, evaluatorilor și verificatorilor de evaluare. Pentru a face față acestei situații, USPAP a fost actualizat în 2006 cu ceea ce a devenit cunoscut sub numele de Proiectul Domeniul de activitate. După aceasta, USPAP a eliminat atât regula de plecare, cât și conceptul de evaluare limitată și a fost creată o nouă regulă de domeniu de activitate. Evaluatorul trebuie să determine Termenii de referință ai evaluării (SEV 101):
1. identificarea și competența evaluatorului;
2. identificarea clientului și a oricăror alți utilizatori desemnați, inclusiv orice restricție față de cei care se pot baza pe evaluare
3. scopul evaluării, care determină tipul valorii;
4. identificarea activului sau a datoriei supuse evaluării; „dacă evaluarea se face pentru un activ care este utilizat în combinație cu alte active, ar putea fi necesar să se clarifice dacă acele active se includ în evaluare, dacă se exclud și se presupune că sunt disponibile sau dacă se exclud și se presupune că nu sunt disponibile.”
5. tipul valorii, adecvat cu scopul evaluării;
6. data evaluării, care „poate fi diferită de data emiterii raportului de evaluare sau de data la care investigațiile urmează să se facă sau să se finalizeze”;
7. documentarea necesară pentru efectuarea evaluării, inclusiv „orice limitări sau restricții referitoare la inspecția, investigarea și analiza necesară pentru scopul evaluării”;
8. natura și sursa informațiilor pe care se va baza evaluarea;
9. ipotezele și ipotezele speciale; trebuie specificate toate ipotezele și orice ipoteze speciale care urmează să fie luate în considerare pe durata realizării evaluării și raportării evaluării.

Determinarea scopului evaluării este primul pas în orice proces de evaluare. Fără o sferă strict definită a scopului evaluării, concluziile unei evaluări pot să nu fie viabile. Prin definirea domeniului de activitate, un evaluator își poate aplica raționamentul profesional în mod corespunzător pentru a obține o valoare pentru o anumită proprietate pentru utilizatorul vizat și pentru utilizarea intenționată a evaluării. Întreaga idee de „scopul evaluării” este de a oferi așteptări și orientări clare cu privire la ceea ce acoperă sau nu acoperă raportul de evaluare; și cât de mult s-a muncit la el.

### Inspecția proprietății
Dacă se efectuează o inspecție la locația evaluată înainte de evaluare și raportul este furnizat evaluatorului, poate exista o evaluare mai utilă. Acest lucru se datorează faptului că evaluatorul, care nu este inspector al caselor, va fi informat dacă există defecte de construcție sau reparații majore necesare. Această informație poate determina evaluatorul să ajungă la o opinie diferită, probabil mai mică, a valorii. Aceste informații pot fi deosebit de utile dacă una sau ambele părți care solicită evaluarea pot ajunge în posesia proprietății. Acest lucru se întâmplă uneori în cazul unei proprietăți în cadrul unei soluții de divorț sau a unei judecăți.